# Stefan Szczepaniak
Stefan Szczepaniak (ur. 14 sierpnia 1892 w Helbra-Mansfeld, zm. 6 marca 1964 w Biberach) – działacz polonijny w Rzeszy Niemieckiej i RFN, od 1939 przewodniczący Związku Polaków w Niemczech. 

## Życiorys
W latach 1923–1930 pełnił obowiązki kierownika Dzielnicy I, obejmującej Niemcy centralne i Dolny Śląsk. W latach 30. stał na czele Związku Spółdzielni Polskich w Niemczech, był również członkiem Rady Nadzorczej Banku Słowiańskiego. Od 12 września 1934 do kwietnia 1939 pełnił funkcję wiceprezesa Zarządu Głównego Związku Polaków w Niemczech, a po śmierci ks. Bolesława Domańskiego 21 kwietnia 1939 objął obowiązki prezesa ZPwN. W czasie II wojny światowej był więziony w Buchenwaldzie. W latach 1950–1964 ponownie stał na czele ZPwN. 